# Vaiphei
Vaiphei je pleme iz južnog Manipura, Assama i Meghalaye grupe Zomi, ogranak China, po jeziku pripadaju grupi Kuki-Čin, tibetsko-burmanskoj grani kinesko-kineske porodice. Popisom iz 2001. u Indiji ih ima 27 791 u preko 30 sela.

## Opći opis
Vaiphei je jedno od autohtonih plemena Manipura koje pripada skupini Chin-Kuki-Mizo, koja pripada tibeto-burmanskoj potporodici, dijelu indo-kineske porodice. Oni su jedno od službeno priznatih plemena države. Vjeruje se da su preci Vaipheija nekada živjeli u Khulu (špilji). Točna lokacija Khula je nepoznata. Međutim, neki povjesničari Kuki-China vjerovali su da se Khul nalazi negdje u jugozapadnoj Kini. Zbog potiskivanja od strane velikih zajednica, međusobnog seoskog ratovanja i u potrazi za boljom zemljom, pretci Vaipheija preselili su se sa svog izvornog mjesta i oko 16. stoljeća ušli su u brda južnog Manipura i napravili svoje naselje. Prema J. Shakespeareu, oni su jedni od najranijih iseljenika Manipura. Prema popisu iz 2011. ukupna populacija plemena Vaiphei u Manipuru je 42 957, od čega je 39 529 živjelo u ruralnim područjima, a preostalih 3428 živjelo je u urbanim područjima. Nalaze se raštrkani u svim okruzima Manipura. Međutim, većina njihove populacije nalazi se u okrugu Churachandpur.
Vaiphei društvo je patronimičko i patrijarhalno, a najstariji sin uvijek nasljeđuje svoga oca. Organizirani su u brojne klanove i pod-klanove. Klanovi su endogamni, a interklanska ženidba nije uobičajena. Svaki klan ima i svoga vođu upa, a svako selo poglavicu zvanog Khawpa ili Haosa kojemu su u pripomoći Siamang Pachaeng ili ministri (starci). Selo ima i svoga seoskog vikača (Taangsampu), slično dobošaru u nekim balkanskim predjelima, čiji je posao informiranje seoskog stanovništva o svim novostima. U selu još postoje kovač (Thiik-Seekpu) i lovački vođa (Tunpu). Rasprave vode poglavice i plemići u seoskoj sudnici Innpi-Vaihawn.
Agrikultura je glavna preokupacija Vaipheia. Oni su danas kršćani, dok je njihova tradicionalna religija animizam. Najvažnija tradicionalna svečanost im je Thazinglam (festival mrtvih), tu su i sa-ai (lovački), bu-ai (ribarski) i drugi. Bogata osoba ponekad može organizirati slavlje koje zna potrajati barem tjedan dana, kombinirajući Sa-ai i Bu-ai.

## Vanjske poveznice
|  | Zajednički poslužitelj ima još gradiva o temi Vaiphei people |